# Winshill
Winshill – wieś w Anglii, w hrabstwie Staffordshire, w dystrykcie East Staffordshire. Leży 34 km na wschód od miasta Stafford i 180 km na północny zachód od Londynu.